# Gemma Steel

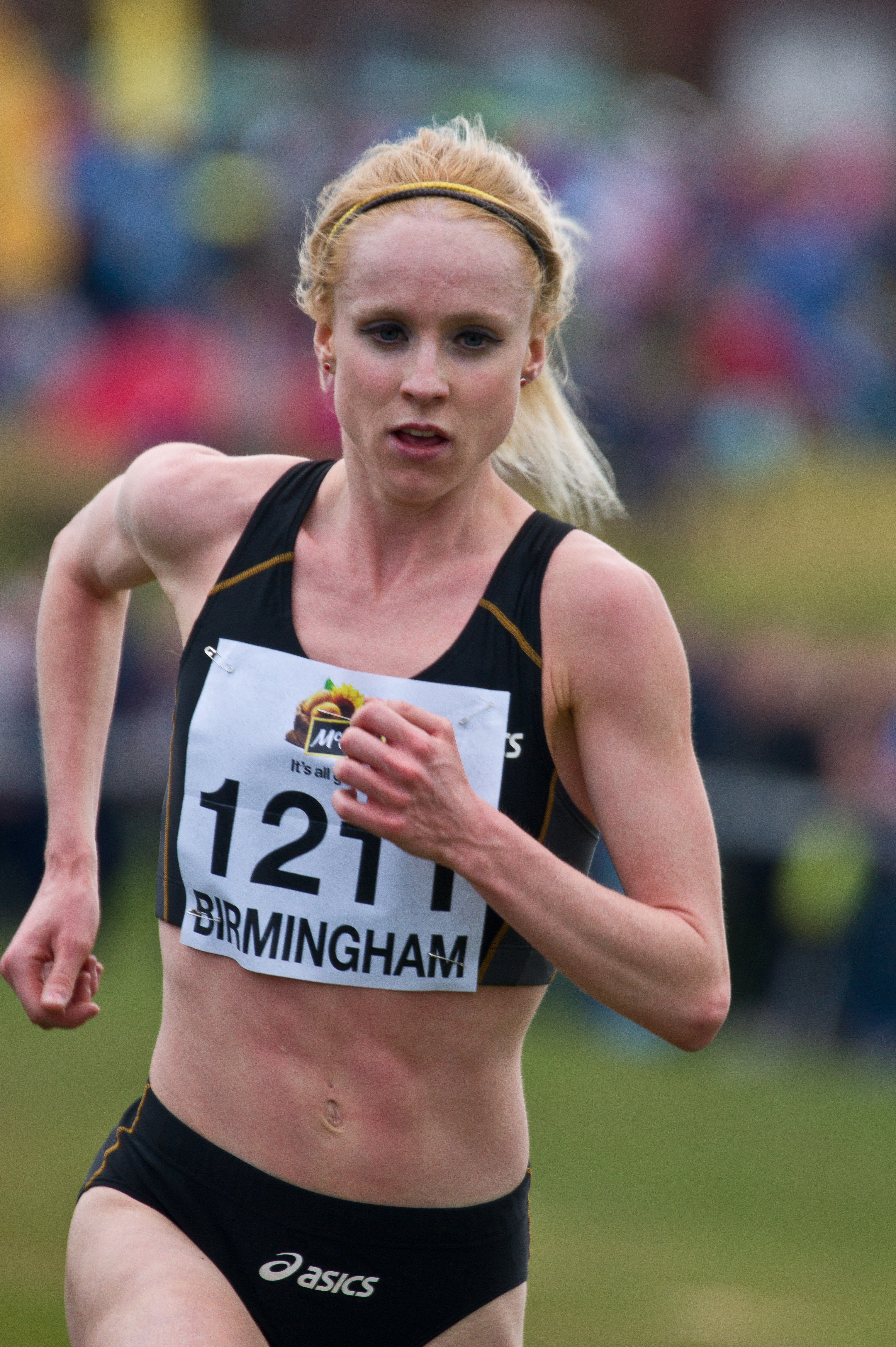

Gemma Steel (* 12. November 1985 in Leicester) ist eine britische Langstreckenläuferin.
Bei den Crosslauf-Europameisterschaften 2010 in Albufeira kam sie auf den 27. Platz.
2011 belegte sie bei den Crosslauf-Weltmeisterschaften in Punta Umbría den 54. Platz und gewann den Great Birmingham Run. Bei den Crosslauf-EM in Velenje gewann sie Bronze in der Einzelwertung und Gold mit der britischen Mannschaft.
2012 siegte sie beim Great Ireland Run.

## Persönliche Bestzeiten
- 5000 m: 15:47,21 min, 11. Juni 2011, Watford
- 10-km-Straßenlauf: 32:06 min, 15. April 2012, Dublin
- Halbmarathon: 1:12:21 h, 23. Oktober 2011, Birmingham